# Trolejbusy w Hoyerswerdzie
Trolejbusy w Hoyerswerdzie – nieistniejący już system transportu trolejbusowego w Hoyerswerdzie, w Saksonii, w Niemczech. Funkcjonował w latach 1989–1994. Był ostatnim jak dotąd systemem trolejbusowym uruchomionym w Niemczech. Hoyerswerda to też jedno z niewielu niemieckich miast (obok Greizu, Königsteinu i Ludwigsburga), w których kursowały trolejbusy, a nigdy nie kursowały tramwaje.
Operatorem systemu był pierwotnie VEB Kraftverkehr Schwarze Pumpe, połączony potem z VE Verkehrskombinat Cottbus. Po zjednoczeniu Niemiec odpowiedzialność za system przeszła na Kraftverkehr Schwarze Pumpe GmbH. Z tej firmy powstało w końcu w 1992 r. Verkehrsgesellschaft Spree-Elster (VSE), potem przemianowane na Verkehrsgesellschaft Schwarze Elster, a od 2003 r. działające pod nazwą Verkehrsgesellschaft Hoyerswerda (VGH).

## Historia
W czasie istnienia NRD Hoyerswerda była znaczącym ośrodkiem wydobycia węgla brunatnego. Wraz ze zwiększeniem wydobycia węgla i powołaniem do życia kombinatu górniczego, liczba mieszkańców zaczęła wzrastać. W związku z tym podjęto decyzję o budowie linii trolejbusowych. Do 1993 r. miały zostać utworzone 3 linie. Pierwsze trolejbusy wyjechały na ulice miasta 6 października 1989 r., kiedy to uruchomiono uroczyście linię A na trasie o długości 6 km, łączącej centrum ze strefą przemysłową. Potem powstała jeszcze linia D. Obie linie obsługiwało 10 trolejbusów Ikarus 280T.
W 1990 r. rada miasta przegłosowała rezygnację z rozbudowy linii trolejbusowych. Na poparcie pomysłu wycofania się z rozwoju systemu trolejbusowego podawano takie argumenty jak:
- nieestetyczne słupy trakcyjne mogące oszpecić obszar starego miasta,
- trudności w finansowaniu inwestycji z budżetu miasta,
- malejąca liczba pasażerów.

1 stycznia 1993 r. zlikwidowano linię A, a linię D przemianowano na linię nr 13. Sprzedano też 6 niepotrzebnych już trolejbusów. 30 grudnia 1994 r. trolejbusy po raz ostatni wyjechały na ulice Hoyerswerdy. Elementy sieci trakcyjnej sprzedano do Eberswalde, a trolejbusy do Czelabińska w Rosji.

## Upamiętnienie
Pamiątką po istnieniu trolejbusów w Hoyerswerdzie jest płaskorzeźba, której dawny wygląd symbolicznie przedstawiono poniżej. 

HOYERSWERDA  OBUS 1989

Płaskorzeźba znajduje się na płocie przy dawnej pętli Am Ehrenheim. Według stanu z 2020 r. płaskorzeźba była zdewastowana sprayem, brakowało także tablicy z nazwą miasta. Przed 2024 r. płaskorzeźbę częściowo odnowiono poprzez usunięcie graffiti i powieszenie tablicy informacyjnej poświęconej trolejbusom, ale w krótkim czasie ponownie została zdewastowana.

(tablica informacyjna)  OBUS 1989

## Galeria

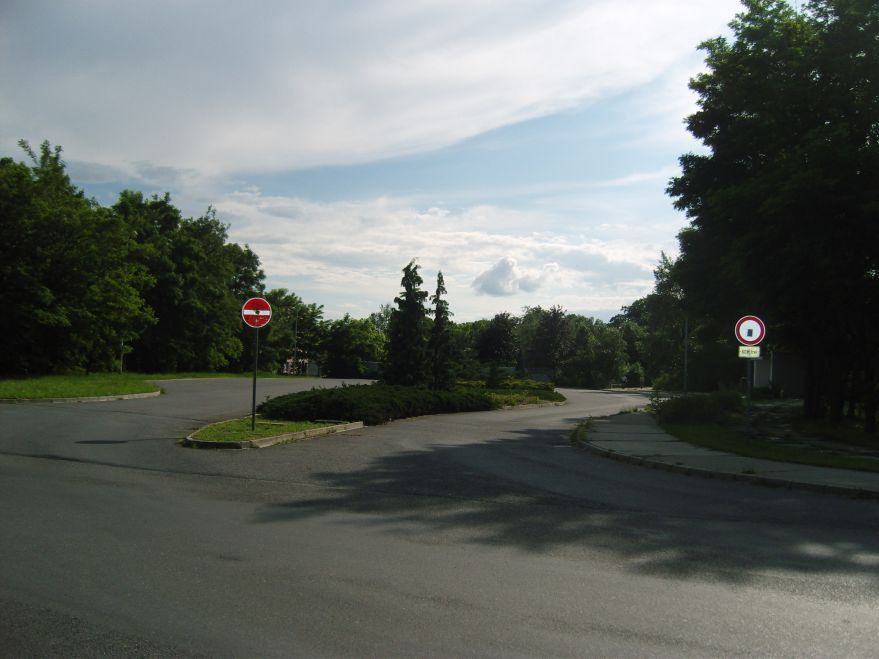
Pętla Am Ehrenheim
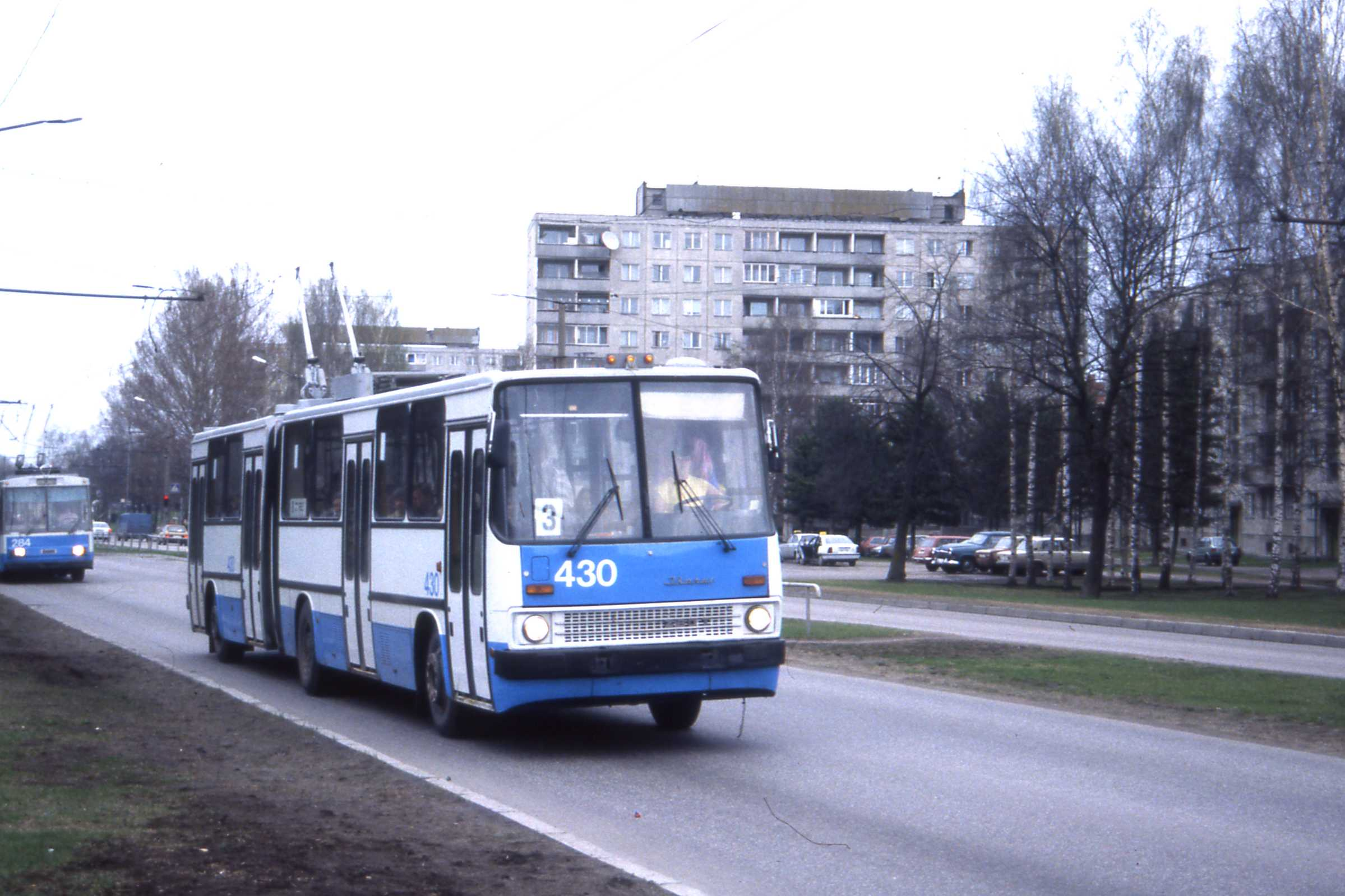
Były trolejbus z Hoyerswerdy w Tallinnie